# Sean O'Donnell
Pour les articles homonymes, voir O'Donnell.
Sean O'Donnell (né le 13 octobre 1971 à Ottawa en Ontario) est un joueur professionnel canadien de hockey sur glace qui évoluait à la position de défenseur.

## Biographie
Repêché au 123e rang du repêchage d'entrée 1991 de la Ligue nationale de hockey par les Sabres de Buffalo, Sean O'Donnell s'impose comme un défenseur au jeu physique. Il joue ses premières saisons professionnelles avec les Americans de Rochester, franchise affiliée aux Sabres dans la Ligue américaine de hockey. Le 26 juin 1994, il est échangé aux Kings de Los Angeles contre Doug Houda.
Il fait ses débuts dans la LNH en 1994-1995 avec les Kings de Los Angeles où il joue 15 matchs. Il joue par la suite cinq autres saisons avec LA avant d'être laissé libre par l'équipe pour le repêchage d'expansion de 2000 où il est réclamé par le Wild du Minnesota. Il est nommé capitaine de l'équipe pour le mois d'octobre. Il ne termine pas la saison avec Minnesota puisqu'il est échangé le 4 mars 2001 aux Devils du New Jersey, champions en titre de la Coupe Stanley. Il aide les Devils à atteindre la finale de la Coupe mais s'inclinent en sept matchs contre l'Avalanche du Colorado.
Il change encore d'équipe lors de l'intersaison 2001 en signant avec les Bruins de Boston. À sa première saison avec les Bruins, il réalise son record personnel dans la LNH sur une saison de 22 aides et 25 points. Il demeure avec Boston jusqu'en 2005 où il signe avec les Coyotes de Phoenix avant d'être échangé au cours de la saison aux Mighty Ducks d'Anaheim. Il remporte la Coupe Stanley avec l'équipe 2006-2007 des Ducks contre les Sénateurs d'Ottawa en cinq matchs.
Il retourne avec les Kings en 2008 puis joue son 1000e match en carrière contre les Sharks de San José le 14 mars 2009. Il joue ses deux dernières saisons avec les Flyers de Philadelphie et les Blackhawks de Chicago.
Il prend sa retraite le 16 janvier 2013 après avoir joué 17 saisons pour huit équipes dans la LNH.

## Trophées et accomplissements
- Premier capitaine de l'histoire du Wild du Minnesota
- Vainqueur de la coupe Stanley de 2006-2007 avec les Ducks d'Anaheim

## Statistiques
Pour les significations des abréviations, voir Statistiques du hockey sur glace.

### En club
| Saison     | Équipe                 | Ligue      |       | Saison régulière | Saison régulière | Saison régulière | Saison régulière | Saison régulière |   | Séries éliminatoires | Séries éliminatoires | Séries éliminatoires | Séries éliminatoires | Séries éliminatoires |
| Saison     | Équipe                 | Ligue      | PJ    | B                | A                | Pts              | Pun              | PJ               | B | A                    | Pts                  | Pun                  |                      |                      |
| 1988-1989  | Wolves de Sudbury      | LHO        | 56    | 1                | 9                | 10               | 49               | -                | - | -                    | -                    | -                    |                      |                      |
| 1989-1990  | Wolves de Sudbury      | LHO        | 64    | 7                | 19               | 26               | 84               | 7                | 1 | 2                    | 3                    | 8                    |                      |                      |
| 1990-1991  | Wolves de Sudbury      | LHO        | 66    | 8                | 23               | 31               | 114              | 5                | 1 | 4                    | 5                    | 10                   |                      |                      |
| 1991-1992  | Americans de Rochester | LAH        | 73    | 4                | 9                | 13               | 193              | 16               | 1 | 2                    | 3                    | 21                   |                      |                      |
| 1992-1993  | Americans de Rochester | LAH        | 74    | 3                | 18               | 21               | 203              | 17               | 1 | 6                    | 7                    | 38                   |                      |                      |
| 1993-1994  | Americans de Rochester | LAH        | 64    | 2                | 10               | 12               | 242              | 4                | 0 | 1                    | 1                    | 21                   |                      |                      |
| 1994-1995  | Roadrunners de Phoenix | LIH        | 61    | 2                | 18               | 20               | 132              | 9                | 0 | 1                    | 1                    | 21                   |                      |                      |
| 1994-1995  | Kings de Los Angeles   | LNH        | 15    | 0                | 2                | 2                | 49               | -                | - | -                    | -                    | -                    |                      |                      |
| 1995-1996  | Kings de Los Angeles   | LNH        | 71    | 2                | 5                | 7                | 127              | -                | - | -                    | -                    | -                    |                      |                      |
| 1996-1997  | Kings de Los Angeles   | LNH        | 55    | 5                | 12               | 17               | 144              | -                | - | -                    | -                    | -                    |                      |                      |
| 1997-1998  | Kings de Los Angeles   | LNH        | 80    | 2                | 15               | 17               | 179              | 4                | 1 | 0                    | 1                    | 36                   |                      |                      |
| 1998-1999  | Kings de Los Angeles   | LNH        | 80    | 1                | 13               | 14               | 186              | -                | - | -                    | -                    | -                    |                      |                      |
| 1999-2000  | Kings de Los Angeles   | LNH        | 80    | 2                | 12               | 14               | 114              | 4                | 1 | 0                    | 1                    | 4                    |                      |                      |
| 2000-2001  | Wild du Minnesota      | LNH        | 63    | 4                | 12               | 16               | 128              | -                | - | -                    | -                    | -                    |                      |                      |
| 2000-2001  | Devils du New Jersey   | LNH        | 17    | 0                | 1                | 1                | 33               | 23               | 1 | 2                    | 3                    | 41                   |                      |                      |
| 2001-2002  | Bruins de Boston       | LNH        | 80    | 3                | 22               | 25               | 89               | 6                | 0 | 2                    | 2                    | 4                    |                      |                      |
| 2002-2003  | Bruins de Boston       | LNH        | 70    | 1                | 15               | 16               | 76               | -                | - | -                    | -                    | -                    |                      |                      |
| 2003-2004  | Bruins de Boston       | LNH        | 82    | 1                | 10               | 11               | 110              | 7                | 0 | 0                    | 0                    | 0                    |                      |                      |
| 2005-2006  | Coyotes de Phoenix     | LNH        | 57    | 1                | 7                | 8                | 121              | -                | - | -                    | -                    | -                    |                      |                      |
| 2005-2006  | Mighty Ducks d'Anaheim | LNH        | 21    | 1                | 2                | 3                | 26               | 16               | 2 | 3                    | 5                    | 23                   |                      |                      |
| 2006-2007  | Ducks d'Anaheim        | LNH        | 79    | 2                | 15               | 17               | 92               | 21               | 0 | 2                    | 2                    | 10                   |                      |                      |
| 2007-2008  | Ducks d'Anaheim        | LNH        | 82    | 2                | 7                | 9                | 84               | 6                | 1 | 1                    | 2                    | 2                    |                      |                      |
| 2008-2009  | Kings de Los Angeles   | LNH        | 68    | 0                | 10               | 10               | 61               | -                | - | -                    | -                    | -                    |                      |                      |
| 2009-2010  | Kings de Los Angeles   | LNH        | 78    | 3                | 12               | 15               | 70               | 6                | 0 | 1                    | 1                    | 4                    |                      |                      |
| 2010-2011  | Flyers de Philadelphie | LNH        | 81    | 1                | 17               | 18               | 87               | 11               | 0 | 2                    | 2                    | 5                    |                      |                      |
| 2011-2012  | Blackhawks de Chicago  | LNH        | 51    | 0                | 7                | 7                | 23               | 2                | 0 | 0                    | 0                    | 0                    |                      |                      |
| Totaux LNH | Totaux LNH             | Totaux LNH | 1 224 | 31               | 198              | 229              | 1 809            | 106              | 6 | 13                   | 19                   | 129                  |                      |                      |

### En équipe nationale
Il a représenté le Canada au niveau international.
| Année | Compétition          |   | PJ | B | A | Pts | Pun      |  | Résultat |
| 1999  | Championnat du monde | 9 | 1  | 2 | 3 | 6   | 4e place |  |          |

## Transactions en carrière
- 1er juin 1991 : repêché par les Sabres de Buffalo en sixième ronde, 123e au total, au repêchage d'entrée de la Ligue nationale de hockey.
- 26 juin 1994 : échangé au Kings de Los Angeles contre Doug Houda
- 23 juin 2000 : réclamé par le Wild du Minnesota au repêchage d'expansion de 2000.
- 4 mars 2001 : échangé aux Devils du New Jersey contre Willie Mitchell.
- 1er juillet 2001 : signe en tant qu'agent libre avec les Bruins de Boston.
- 6 juillet 2004 : signe en tant qu'agent libre avec les Coyotes de Phoenix.
- 9 mars 2006 : échangé aux Mighty Ducks d'Anaheim contre Joël Perrault.
- 30 septembre 2008 : échangé aux Kings de Los Angeles contre un choix conditionnel au repêchage de 2009.
- 1er juillet 2010 : signe en tant qu'agent libre avec les Flyers de Philadelphie.
- 1er juillet 2011 : signe en tant qu'agent libre avec les Blackhawks de Chicago.